# Herpy-l'Arlésienne
Herpy-l'Arlésienne är en kommun i departementet Ardennes i regionen Grand Est (tidigare regionen Champagne-Ardenne) i nordöstra Frankrike. Kommunen ligger  i kantonen Château-Porcien som ligger i arrondissementet Rethel. År 2022 hade Herpy-l'Arlésienne 213 invånare.

## Befolkningsutveckling
Antalet invånare i kommunen Herpy-l'Arlésienne
Referens: INSEE